# Olav Meisdalshagen

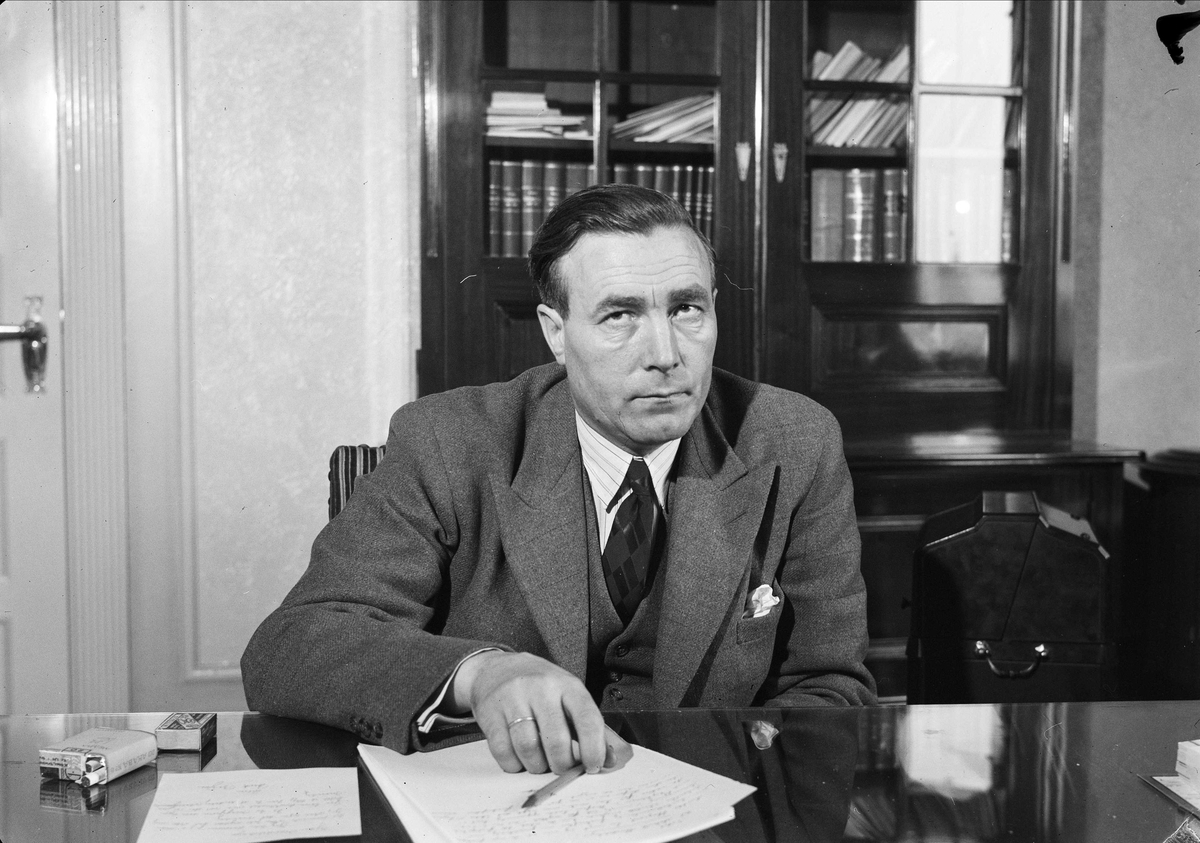
Olav Meisdalshagen (Foto von Leif Ørnelund, 6. November 1946).

Olav Meisdalshagen (* 17. März 1903 in Nord-Aurdal, Oppland; † 21. November 1959 in Oslo) war ein norwegischer Politiker der Arbeiderpartiet. Er war unter anderem von 1947 bis 1951 Finanzminister sowie von 1955 bis 1956 Landwirtschaftsminister.

## Leben

### Rechtsanwalt, Abgeordneter und Widerstandskämpfer
Olav Meisdalshagen, Sohn des Kleinbauern und Zimmermanns Ole Meisdalshagen und dessen Ehefrau Marit Myren, besuchte von 1920 bis 1921 die Folkehøgskole in Valdres sowie im Anschluss das Landgymnasium in Voss. 1925 begann er ein Studium der Rechtswissenschaften und schloss dieses 1932 als Candidatus juris ab. Bereits während seines Studiums begann er seine politische Laufbahn und war zwischen 1927 und 1940 Vorsitzender der Arbeiderpartiet in seiner Geburtsstadt Nord-Aurdal. Zugleich war er von 1930 bis 1932 Vorsitzender der Arbeiterpartei in Valdres sowie zwischen 1931 und 1934 Vorsitzender der Arbeiderpartiet in Fagernes. 1931 wurde er Mitglied des Gemeinderates von Nord-Aurdal und war im Anschluss von 1934 bis 1940 Mitglied des Präsidiums dieses Gemeinderates. Nach Abschluss seines Studiums war er kurzzeitig Leiter des Büros der parteinahen Tageszeitung Arbeiderbladet in Valdres und eröffnete anschließend 1933 eine eigene Kanzlei als Rechtsanwalt in Fagernes und betrieb diese bis 1948. 1935 erhielt er seine anwaltliche Zulassung beim Obersten Gerichtshof (Overrettssakfører) und war danach zwischen 1935 und 1940 auch als Schuldenmakler in Nord-Aurdal tätig. Daneben war er zwischen 1936 und 1942 erstmals als Vorsitzender des Betriebskreditfonds für die Landwirtschaft tätig.
Nachdem Meisdalshagen zwischen 1934 und 1936 stellvertretendes Mitglied der Storting war, wurde Meisdalshagen am 19. Oktober 1936 für die Arbeiterpartei erstmals zum Mitglied der Storting gewählt. Nach der deutschen Besetzung Norwegens am 9. April 1940 musste er seine politischen Tätigkeiten weitgehend einstellen. Daraufhin engagierte er sich im Widerstand gegen den Nationalsozialismus und war zwischen 1941 und 1944 Bereichsleiter der Widerstandsbewegung Milorg in Valdres. Im Anschluss war er von 1944 bis 1945 Sekretär des Flüchtlingsbüros in Stockholm, ehe er 1945 als Distriktsfachmann der Milorg bei der Exilregierung in London tätig war.

### Wiederwahl als Abgeordneter, Finanz- und Landwirtschaftsminister

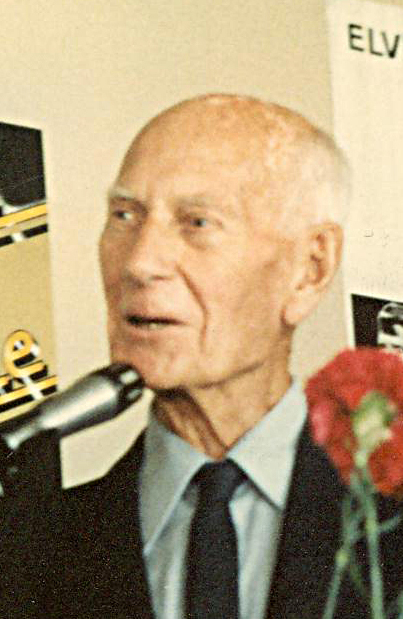
In Regierungen von Ministerpräsident Einar Gerhardsen war Meisdalshagen Finanzminister und Landwirtschaftsminister.

Nach dem Ende des Zweiten Weltkrieges wurde Meisdalshagen am 8. Oktober 1945 für die Arbeiderpartiet im Wahlkreis Oppland wieder zum Mitglied der Storting gewählt und gehörte dieser nach seinen Wiederwahlen am 10. Oktober 1949, 12. Oktober 1953 sowie am 6. Oktober 1957 nunmehr bis zu seinem Tode am 21. November 1959 an. Zu Beginn seiner Parlamentszugehörigkeit war er zwischen dem 4. Dezember 1945 und dem 6. Dezember 1947 Sekretär des Vollmachtsausschusses (Fullmaktskomiteen). Zugleich war er zwischen 1946 und 1953 erneut Vorsitzender des Betriebskreditfonds für die Landwirtschaft sowie zeitgleich auch Vorstandsvorsitzender der Den Norske Stats Husbank.
Als Nachfolger von Erik Brofoss übernahm er am 6. Dezember 1947 in der zweiten Regierung Gerhardsen den Posten als Finanzminister (Statsråd, Finansdepartementet). Er bekleidete dieses Amt bis zum Ende von Gerhardsens Regierungszeit am 19. November 1951. Während seiner gesamten politischen Karriere war Meisdalshagen ein NATO-Skeptiker und stark verteidigungspolitisch kritisch. In der Regierung entwickelte sich eine widersprüchliche Beziehung zu Verteidigungsminister Jens Christian Hauge. 
Nach seinem Ausscheiden aus der Regierung war er zwischen dem 16. Januar 1952 und dem 19. Januar 1953 Vorsitzender des Finanz- und Zollausschusses (Finans- og tollkomiteen). Er fungierte zudem zwischen 1952 und 1959 als Vorstandsvorsitzender des Norwegischen Genossenschaftsverbandes (Norges Kooperative Landsforening), der heutigen Coop Norge. Während seiner Präsidentschaft nahmen Investitionen und Umsatz erheblich zu. Er war darüber hinaus mehrmals Mitglied der Delegation bei der Vollversammlung des Nordischen Rates. Am 22. Januar 1955 wurde er als Landwirtschaftsminister (Statsråd, Landbruksdepartementet) in die dritte Regierung Gerhardsen berufen und übte dieses Amt bis zum 14. Mai 1956 aus, woraufhin Harald Johan Løbak seine Nachfolge antrat. Er war zuletzt auch von 1957 bis zu seinem Tode 1959 Mitglied des Zentralvorstandes der Arbeiterpartei (Det norske Arbeiderpartis sentralstyre).
Meisdalshagen war auch eine der bekanntesten Persönlichkeiten der Arbeiterpartei, die sich 1958 dem sogenannten „Osteraufstand“ (Påskeopprøret) anschloss. Dabei handelte es sich um einem Vorfall im Jahr 1958, bei dem Sozialistische Studentenverband (Sosialistisk Studentlag) eine Resolution verabschiedete, in der gefordert wurde, dass die Bundesrepublik Deutschland als NATO-Land keine Atomwaffen haben darf. Hintergrund war, dass die USA ihren NATO-Verbündeten amerikanische Atomwaffen im Wettrüsten mit dem Ostblock angeboten hatten. Der Sozialistische Studentenverband nutzte die Osterferien, als der Parteiapparat in der Arbeiterpartei einen Feiertag hatte, um mehr als die Hälfte der Mitglieder der Arbeiderpartiet-Fraktion zur Unterzeichnung ihrer Resolution zu bewegen. Zu den wichtigsten Befürwortern dieser Aktion gehörten innerhalb des Sosialistisk Studentlag Berge Furre, Finn Gustavsen und Torild Skard.
Nach einer Rede vor dem Storting am 21. November 1959 wurde Meisdalshagen unwohl und ins Krankenhaus gebracht, wo er am selben Abend an einer Gehirnblutung starb. 

## Hintergrundliteratur
- Nils Oddvar Bergheim: Olav Meisdalshagen. Oslo 1982.